# Claudio Martelli
Claudio Martelli (né le 24 septembre 1943  à Gessate) est un homme politique italien, membre du Parti socialiste italien.

## Biographie
Claudio Martelli a été vice-président du Conseil des ministres de 1989 à 1992 et garde des Sceaux ensuite. Après la dissolution du PSI, il a adhéré aux Socialistes démocrates italiens puis au Nouveau Parti socialiste italien. 
Il abandonne toute activité politique à partir de 2005 mais se représente, sans être élu, comme conseiller municipal de Sienne en 2011.